# Rickmers-Gletscher
Der Rickmers-Gletscher ist ein Gletscher an der Graham-Küste des Grahamlands auf der Antarktischen Halbinsel. Er mündet unmittelbar südlich des Caulfeild-Gletschers in den Hugi-Gletscher.
Luftaufnahmen der Hunting Aerosurveys Ltd. aus den Jahren von 1955 bis 1957 dienten dem Falkland Islands Dependencies Survey für eine Kartierung. Das UK Antarctic Place-Names Committee benannte ihn 1959 nach dem deutschen Skifahrpionier Willi Rickmer Rickmers (1873–1965).